# Geoffrey de Freitas
Geoffrey de Freitas (n. 7 aprilie 1913 – d. 10 august 1982) a fost un om politic britanic, membru al Parlamentului European în perioada 1973-1979 din partea Regatului Unit. 
1. 1 2  Sir Geoffrey de Freitas, Munzinger Personen, accesat în 9 octombrie 2017
2. 1 2 3 4 5 6 7 8 9  Hansard 1803–2005
3. 1 2 3   http://www.assembly.coe.int/nw/xml/AssemblyList/MP-Details-EN.asp?MemberID=316 Lipsește sau este vid: |title= (ajutor)
4. 1 2  British Diplomatic Directory (1820-2005)